# Overall Equipment Effectiveness
L'Overall Equipment Effectiveness (OEE) è la misura di efficacia totale di un impianto. È un indice espresso in punti percentuali che riassume in sé tre concetti molto importanti dal punto di vista della produzione manifatturiera: la disponibilità, l'efficienza ed il tasso di qualità di un impianto.
La disponibilità è la frazione del tempo allocato in cui l'impianto è effettivamente disponibile. Viene anche indicata con il termine Available Time o Scheduled Time.
L'efficienza rappresenta la velocità con cui l'impianto sta lavorando come frazione rispetto a quella di progetto.
Il tasso di qualità indica la percentuale di unità in specifica rispetto a tutte quelle prodotte.
L'OEE è utilizzato come strumento di misurazione nel TPM (Total Productive Maintenance) e nei programmi di Lean Manufacturing, dove riesce a fornire un'importante chiave di lettura dell'efficacia delle misure adottate fornendo al tempo stesso un supporto per la misurazione dell'efficienza.